# アルマズ・プロジェクト
『アルマズ・プロジェクト』（原題：Almaz Black Box）は、2007年に製作されたアメリカ映画。2009年6月6日に世界に先駆け日本で公開された。

## 概要
『ブレア・ウィッチ・プロジェクト』などと同じく疑似ドキュメンタリー風の映画となっている。
世界天文年2009日本委員会から公認イベントでの承認を却下されている。

## あらすじ
1998年11月3日、ロシアの宇宙ステーション「アルマズ」がレーダーから消え、その後大気圏に突入して爆発した。ロシア政府はアルマズ計画についての情報をほとんど隠しており、謎に包まれていた。だが、ウクライナの過激派がアルマズの残骸からブラックボックスを回収したことにより、その全貌が明らかになってゆく・・・。

## 出演
- イワン・シュヴェドフ
- イナ・ゴメス
- ジェイムズ・バブソン
- アレクサンダー・セルゲイエフ
- ギデオン・エメリー